# Perry Street and District League
Perry Street and District League, thường có tên gọi Perry Street League, là một giải bóng đá nằm ở các hạt Somerset, Dorset và Devon, Anh. Giải được thành lập năm 1903 bởi Charles Edward Small, chủ sở hữu Perry Street Lace Works, người được kỉ niệm bằng 3 ống ren nằm trên biểu tượng giải đấu.
Hiện tại, giải có 4 hạng đấu, cao nhất là Perry Street League Premier Division. The Perry Street League là thành viên của Joint Liaison Committee gồm Somerset County League và các giải đấu khác trong hạt. Perry Street League liên kết với Somerset County FA.
South Petherton vô địch 2005–06 Premier Division, kỳ tích đó được lặp lại ở các mùa giải 2006-07 và 2007–08. Họ đứng á quân ở mùa giải 2008-09 khi Crewkerne dành chức vô địch, và á quân lần nữa ở mùa giải 2009–10 sau Lyme Regis. South Petherton giành lại chức vô địch ở mùa giải 2010–11.

## Các câu lạc bộ mùa giải 2015–16
Premier Division
- Barrington
- Beaminster
- Chard United
- Combe St. Nicholas Dự bị
- Crewkerne Town
- Forton Rangers
- Lyme Bantams
- Netherbury
- Perry Street & Yonder Hill
- Shepton Beauchamp
- South Petherton
- West & Middle Chinnock
- Winsham

Division One
- Barrington Dự bị
- Beaminster Dự bị
- Combe St. Nicholas 'A'
- Crewkerne Rangers
- Drimpton
- Hawkchurch
- Ilminster Town Colts
- Misterton
- Pymore
- Thorncombe
- Uplyme
- Waytown Hounds

Division Two
- Chard Rangers
- Chard United Dự bị
- Combe St. Nicholas 'B'
- Farway United
- Hinton St. George
- Kingsbury Episcopi
- Merriott Dynamos
- Merriott Rovers
- Shepton Beauchamp Dự bị
- South Peterton Dự bị
- Thorncombe Dự bị
- Winsham Dự bị

Division Three
- Chard Rangers Dự bị
- Chard United 'A'
- Charmouth
- Crewkerne Rangers Dự bị
- Dowlish Wake & Donyatt
- Drimpton Dự bị
- Farway United Dự bị
- Fivehead
- Halstock
- Ilminster Town 'A'
- Netherbury Dự bị
- Perry Street & Yonder Hill Dự bị
- Uplyme Dự bị

## Các đội vô địch theo hạng đấu gần đây
| Mùa giải | Premier Division     | Division One                     | Division Two         | Division Three        | Division Four                |
| -------- | -------------------- | -------------------------------- | -------------------- | --------------------- | ---------------------------- |
| 2000–01  | Combe St. Nicholas   | Axminster Dự bị                  | Netherbury           | Norton Athletic Dự bị | Ilminster Town "A"           |
| 2001–02  | Merriott Rovers      | Barrington                       | Haselbury            | Uplyme                | Shepton Beauchamp Dự bị      |
| 2002–03  | Ilminster Town Dự bị | Chard Colts                      | Uplyme               | South Petherton Dự bị | White Horse Symondsbury      |
| 2003–04  | Merriott Rovers      | Charmouth                        | Hinton St. George    | Forton Dự bị          | Barrington Dự bị             |
| 2004–05  | Lyme Regis           | Perry Street & Yonder Hill       | Pymore               | Winsham United        | White Horse Dự bị            |
| 2005–06  | South Petherton      | Combe St Nicholas Dự bị          | Thorncombe           | Dowlish & Donyatt     | Combe St. Nicholas 'B'       |
| 2006–07  | South Petherton      | Winsham United                   | Misterton            | Chard Town Colts      | Beaminster Dự bị             |
| 2007–08  | South Petherton      | Misterton                        | Chard United         | White Horse Dự bị     | Lyme Bantams                 |
| 2008–09  | Crewkerne Town       | Barrington                       | Ilminster Colts      | Norton Athletic       | Fivehead United              |
| 2009–10  | Lyme Regis           | Farway                           | Millwey Rise         | Hawkchurch            | Chard United Dự bị           |
| 2010–11  | South Petherton      | Crewkerne Town                   | Beaminster Dự bị     | Misterton Dự bị       | West & Middle Chinnock Dự bị |
| 2011–12  | Lyme Regis           | Millwey Rise                     | Crewkerne Town Dự bị | Chard United          | Ilminster Town 'A'           |
| 2012–13  | Winsham United       | West & Middle Chinnock           | Uplyme               | Luso-Chard            | Shepton Beauchamp Dự bị      |
| 2013–14  | Crewkerne Town       | Perry Street & Yonder Hill Dự bị | Chard United         | Lyme Bantams          | Kingsbury Episcopi           |
| 2014–15  | Crewkerne Town       | Barrington                       | Drimpton             | Barrington Dự bị      | Merriott Rovers              |

## Các đội vô địch giải đấu
| Mùa giải | Vô địch                          |
| -------- | -------------------------------- |
| 1903–04  | Perry Street                     |
| 1904–05  | Holyrood Mill                    |
| 1905–06  | Perry Street Works               |
| 1906–07  | Holyrood Mill                    |
| 1907–08  | Combe St. Nicholas               |
| 1908–09  | Boden & Co                       |
| 1909–10  | Boden & Co                       |
| 1910–11  | Boden & Co                       |
| 1911–12  | Axminster                        |
| 1912–13  | Bridport                         |
| 1913–14  | Petters United                   |
| 1915–19  | Không thi đấu do Thế chiến thứ I |
| 1919–20  | Axminster                        |
| 1920–21  | Axminster                        |
| 1921–22  | Axminster                        |
| 1922–23  | Bridport                         |
| 1923–24  | Crewkerne                        |
| 1924–25  | Crewkerne                        |
| 1925–26  | Ilminster Town                   |
| 1926–27  | Ilminster Town                   |
| 1927–28  | Perry Street                     |
| 1928–29  | Perry Street                     |
| 1929–30  | Crewkerne                        |
| 1930–31  | Ilminster Town                   |
| 1931–32  | Bridport                         |
| 1932–33  | Ilminster Town                   |

| Mùa giải | Vô địch                           |
| -------- | --------------------------------- |
| 1933–34  | Stoke–under–Ham                   |
| 1934–35  | Stoke–under–Ham                   |
| 1935–36  | Stoke–under–Ham                   |
| 1936–37  | Stoke–under–Ham                   |
| 1937–38  | Stoke–under–Ham                   |
| 1938–39  | Ilminster Town                    |
| 1939–40  | Chard                             |
| 1941–45  | Không thi đấu do Thế chiến thứ II |
| 1945–46  | Westland Sports                   |
| 1946–47  | Ilminster Town                    |
| 1947–48  | Crewkerne                         |
| 1948–49  | Crewkerne                         |
| 1949–50  | Crewkerne                         |
| 1950–51  | Axminster                         |
| 1951–52  | Stoke–under–Ham                   |
| 1952–53  | Stoke–under–Ham                   |
| 1953–54  | Stoke–under–Ham                   |
| 1954–55  | Stoke–under–Ham                   |
| 1955–56  | Chard Dự bị                       |
| 1956–57  | Merriott Rovers                   |
| 1957–58  | Lyme Regis                        |
| 1958–59  | Ilminster Dự bị                   |
| 1959–60  | Lyme Regis                        |
| 1960–61  | Crewkerne                         |
| 1961–62  | Shepton Beauchamp                 |
| 1962–63  | [South Petherton                  |

| Mùa giải | Vô địch                    |
| -------- | -------------------------- |
| 1963–64  | South Petherton            |
| 1964–65  | Shepton Beauchamp          |
| 1965–66  | Shepton Beauchamp          |
| 1966–67  | Perry Street & Yonder Hill |
| 1967–68  | Perry Street & Yonder Hill |
| 1968–69  | Perry Street & Yonder Hill |
| 1969–70  | Perry Street & Yonder Hill |
| 1970–71  | Merriott Rovers            |
| 1971–72  | Merriott Rovers            |
| 1972–73  | Drimpton                   |
| 1973–74  | Merriott Rovers            |
| 1974–75  | Haselbury                  |
| 1975–76  | Merriott Rovers            |
| 1976–77  | Haselbury                  |
| 1977–78  | Haselbury                  |
| 1978–79  | Merriott Rovers            |
| 1979–80  | Beaminster                 |
| 1980–81  | Merriott Rovers            |
| 1981–82  | Shepton Beauchamp          |
| 1982–83  | Shepton Beauchamp          |
| 1983–84  | Shepton Beauchamp          |
| 1984–85  | Shepton Beauchamp          |
| 1985–86  | Misterton                  |
| 1986–87  | Misterton                  |
| 1987–88  | Misterton                  |
| 1988–89  | Lyme Regis                 |

| Mùa giải  | Vô địch            |
| --------- | ------------------ |
| 1989–90   | Crewkerne          |
| 1990–91   | Crewkerne          |
| 1991–92   | Crewkerne          |
| 1992–93   | Merriott Rovers    |
| 1993–94   | Merriott Rovers    |
| 1994–95   | Combe St. Nicholas |
| 1995–96   | Merriott Rovers    |
| 1996–97   | Shepton Beauchamp  |
| 1997–98   | Combe St. Nicholas |
| 1998–99   | Crewkerne          |
| 1999–2000 | Merriott Rovers    |
| 2000–01   | Combe St. Nicholas |
| 2001–02   | Merriott Rovers    |
| 2002–03   | Ilminster Dự bị    |
| 2003–04   | Merriott Rovers    |
| 2004–05   | Lyme Regis         |
| 2005–06   | South Petherton    |
| 2006–07   | South Petherton    |
| 2007–08   | South Petherton    |
| 2008–09   | Crewkerne          |
| 2009–10   | Lyme Regis         |
| 2010–11   | South Petherton    |
| 2011–12   | Lyme Regis         |
| 2012–13   | Winsham United     |
| 2013–14   | Crewkerne Town     |
| 2014–15   | Crewkerne Town     |

Source

## Giải Cup
Tất cả các giải cup (trừ Chard Hospital Cup) được quản lý theo luật của Perry Street Challenge Cup
Premier Division
The Perry Street Challenge Cup

Thành lập 1912.

Cup được giới thiệu bởi C. E. Small Esq

Coronation Cup

Thành lập 1953

Cup được giới thiệu bởi C. H. Baulch Esq
Division One
Division One Cup

Thành lập 1954

Cup được giới thiệu bởi C.H.Harris Esq

The Arthur Gage Memorial Cup

Thành lập 1950
Division Two
Jack Venn Cup

Thành lập 1961 

Cup được giới thiệu bởi J. V. Venn Esq.

Tommy Tabberer Cup

Thành lập 1961

Cup được giới thiệu bởi Lyme Regis Football Club
Division Three
John Fowler Trophy

Thành lập 1973

Cup được giới thiệu bởi Halstock Football Club.

Bill Bailey Cup

Thành lập 1973

Cup được giới thiệu bởi Beaminster Football Club
Cup khác
Daisy Hutchings Memorial Cup

Thành lập 1970

Dành cho tất cả các đội ở Division Two và Division Three của Perry Street & District League
Mỗi câu lạc bộ chỉ có một đội tham gia.

Chard Hospital Cup  
Dành cho các đội được quyết định bởi Ủy ban Điều hành 